# Römisch-deutscher König

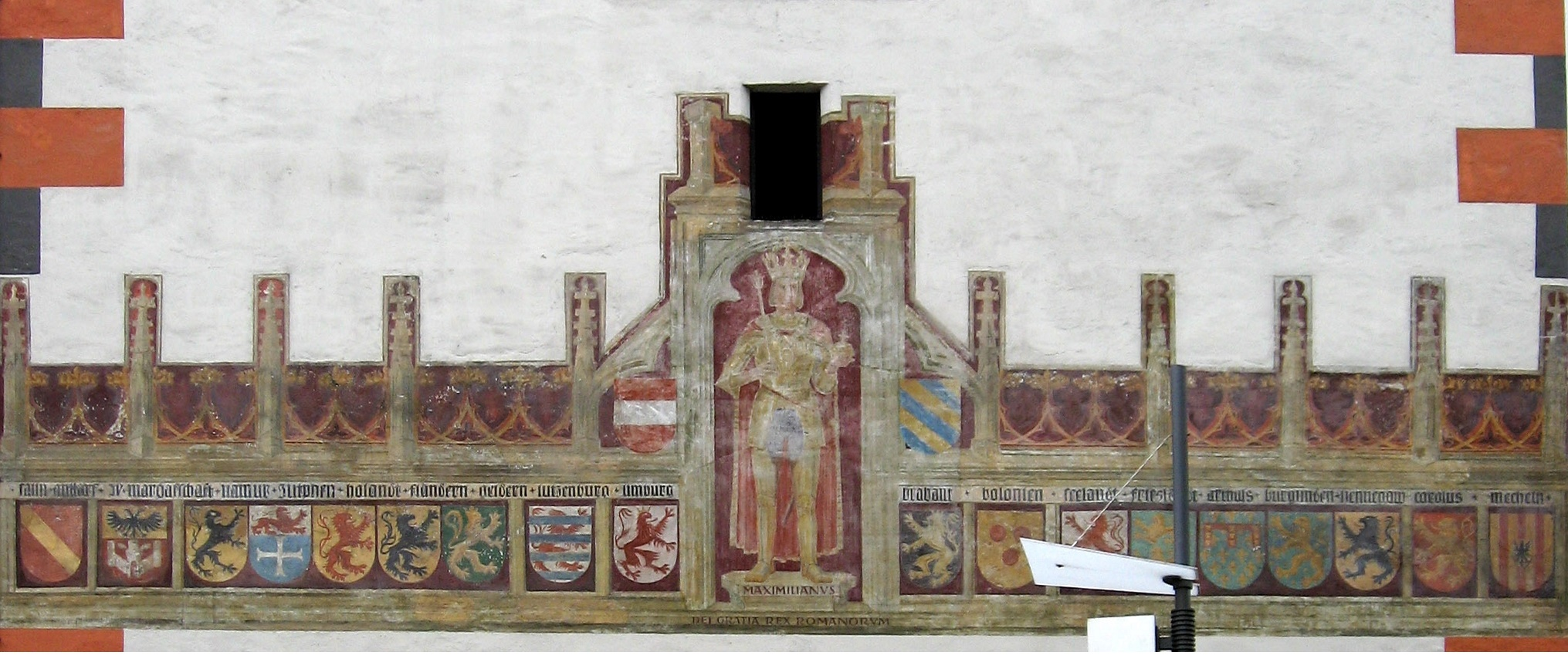
Unterer Stadtturm von Vöcklabruck aus dem Jahre 1508 mit der Inschrift: MAXIMILIANUS, DEI GRATIA REX ROMANORUM, darunter die Wappen seiner burgundischen Besitzungen

Als römisch-deutscher König bezeichnet die neuere historische Forschung die gewählten Herrscher des Heiligen Römischen Reiches, deren Krönung zum Kaiser entweder zu einem bestimmten Zeitpunkt noch ausstand oder nie erfolgt ist. Das Heilige Römische Reich wird entsprechend in der Forschung auch als römisch-deutsches Reich bezeichnet.
Die moderne Terminologie soll Verwechslungen mit den altrömischen Herrschern der Königszeit vermeiden, ebenso wie die moderne Bezeichnung römisch-deutscher Kaiser der Unterscheidung der mittelalterlichen und frühneuzeitlichen deutschen Herrscher des Heiligen Römischen Reiches von den römischen Kaisern der Antike und den deutschen Kaisern des 1871 gegründeten Deutschen Kaiserreiches dient.
Der eigentliche, lateinische Titel des römisch-deutschen Königs lautete während der Ottonenzeit rex Francorum (König der Franken) und seit der späten Salierzeit rex Romanorum (König der Römer bzw. römischer König). Daneben war in der Neuzeit der Titel Rex in Germania (König in Germanien) in Gebrauch.

## Geschichte
Der Titel rex Romanorum trat bereits während der späten Ottonenzeit auf, verstärkt zur Zeit Kaiser Heinrichs II., zu Beginn des 11. Jahrhunderts. Die nachfolgende Dynastie der Salier nutzte ihn bewusst und intensiv, um ihren Anspruch auf die römische Kaiserwürde zu verdeutlichen. Dies geschah im Gegensatz zu dem von den Päpsten teils in herabsetzender Absicht verwendeten Titel rex Teutonicorum (König der Deutschen) bzw. rex Teutonicus (Deutscher König), der im Mittelalter keinen offiziellen Gebrauch fand (siehe auch Regnum Teutonicum). Der König war oberster Lehnsherr im Reich, aber kein absoluter Herrscher, sondern vielmehr auf eine Kooperation mit den weltlichen und geistlichen Großen angewiesen. In diesem Zusammenhang war eine zentrale Aufgabe die Rechts- und Friedenswahrung. Da mit dem Königtum auch ein sakraler Anspruch verbunden war, wurde der Titel rex Romanorum während des Investiturstreits mit dem Papst zur gängigen Titulatur. Der Titel rex Romanorum wurde in der Folgezeit im Mittelalter in allen offiziellen Dokumenten seitens des Königtums benutzt. 
Einen entscheidenden Wandel brachte die Goldene Bulle von 1356, das Gesetzbuch, das die Verfassungsordnung des Alten Reiches auf eine neue Grundlage stellte. Die Bulle bestätigte die Beschlüsse des Kurvereins von Rhens, wonach allein den sieben Kurfürsten das Recht zur Königswahl zustand und der von ihnen gewählten Römische König keiner päpstlichen Approbation mehr bedurfte. Die Königswahl wurde also von der Zustimmung des Papstes gelöst und dem neuen König die vollen Herrschaftsrechte zugestanden. Die Bulle legte darüber hinaus die Zusammensetzung des Kurfürstenkollegiums, die Wahlmodalitäten sowie die Wahl- und Krönungorte fest. Letztere waren bis dahin nicht eindeutig bestimmt. Die meisten Königswahlen seit 1147 hatten in Frankfurt am Main stattgefunden. Traditioneller Krönungsort war hingegen Aachen, das als ehemalige Kaiserresidenz Karls des Großen besonderes Ansehen genoss. Beide Orte wurden in der Goldenen Bulle als ständige Wahl- und Krönungsstädte bestätigt. Von 1562 bis zum Ende des Alten Reichs fanden jedoch sowohl die Wahl als auch die Krönung in der Regel nur noch in Frankfurt am Main statt.
Im Spätmittelalter wurde rex Romanorum zum üblichen Titel für die gewählten Könige, die noch nicht zum Kaiser gekrönt waren. In der Frühen Neuzeit war Maximilian I. der erste, der sich als König der Römer im Jahre 1508 mit päpstlicher Erlaubnis zum „erwählten Römischen Kaiser“ (clementia electus) ernannte. Mit Zustimmung Julius’ II. durften ab 1508 der Kaiser und seine Nachfolger auch ohne Krönung in Rom den Titel „erwählter Kaiser“ und „in Germanien König“ führen. Seit Maximilian fand auch keine Kaiserkrönung mehr in Rom und seit seinem Enkel Karl V. keine mehr durch den Papst statt.
Die Bezeichnung Römischer König blieb bis zum Ende des Reiches erhalten, wurde aber in weiterer Folge zu einer Art Kronprinzentitel. Er wurde dem designierten Nachfolger des Kaisers verliehen, wenn er (wie es zur Regel wurde) zu dessen Lebzeiten gewählt und zum König gekrönt worden war. Das erste Beispiel war Ferdinand I., der den Titel schon seit 1531 (also lange vor der Abdankung Karls V.) führte, da er bedingt durch die dauernde Abwesenheit des Kaisers die Regierungsgeschäfte im Reich und den Erblanden führte.

### Rex in GermaniaoderRex Germaniae
Mit Maximilian I. hatte Rex in Germania („König in Germanien“, also „König in deutschen Landen“ oder „König in Deutschland“) in die kaiserliche Titulatur Eingang gefunden. Allerdings wurde der Titel rex Romanorum auch von Maximilian weiterhin an erster Stelle getragen. Er bezeichnete sich aber nun auch als:

„Wir Maximilian von Gots genaden erwelter Romischer kayser, zu allen zeiten merer des Reichs, in Germanien zu Hungern, Dalmatien, Croatien etc. kunig […]“

Der Königstitel wurde später zunehmend zu dem in den deutschen Landen, der Kaisertitel zu dem zu Rom, und die Titulatur lautete gegen Ende des Reiches nur mehr Romanorum Imperator, Germaniae Rex („Kaiser der Römer, König von Germanien“). Joseph II. etwa führte als [mittleren] Titel:

„Wir Joseph der Zweyte von Gottes Gnaden erwählter Römischer Keyser, zu allen Zeiten Mehrer des Reichs, König in Germanien, zu Jerusalem, Ungarn, Böheim, […]“

Der Titel war auch noch Teil des Großen Titels des Kaisers von Österreich. Franz II. nannte sich ab 1804:

„Wir, Franz der Zweyte, von Gottes Gnaden erwählter Römischer Kaiser, zu allen Zeiten Mehrer des Reichs, erblicher Kaiser von Österreich, König in Germanien, zu Jerusalem, zu Hungarn, zu Böheim, […]“

## Nachwirkung
In Anlehnung an diese Tradition verlieh Napoléon I., selbst jüngst „Kaiser der Franzosen“ geworden, seinem Sohn Napoleon Franz Bonaparte den Titel Roi de Rome („König von Rom“).
Das in der Frankfurter Reichsverfassung von 1848 vorgesehene Reichsoberhaupt Kaiser der Deutschen sollte die Würde der römisch-deutschen Könige und Kaiser wieder aufnehmen. Hierzu kam es jedoch nicht, da der gewählte Kaiser Friedrich Wilhelm IV. die ihm von der Kaiserdeputation angebotene Krone ablehnte.